# Grandview (Manitoba)
Pour les articles homonymes, voir Grandview.
Grandview est une ville du Manitoba, entourée par la municipalité rurale de Grandview. Grandview est localisée à 45 km à l'ouest de Dauphin.

## Démographie
| 2001 | 2006 | 2011 | 2016 |
| ---- | ---- | ---- | ---- |
| 814  | 839  | 859  | 864  |

## Référence
- (en) Cet article est partiellement ou en totalité issu de l’article de Wikipédia en anglais intitulé « Grandview, Manitoba » (voir la liste des auteurs).
- (en) Carte de Grandview sur Statcan

1. ↑  « Statistique Canada - Profils des communautés de 2016 -   Grandview » (consulté le 3 juin 2020)
2. ↑  « Statistique Canada - Profils des communautés de 2006 -    Grandview » (consulté le 4 juin 2020)